# 元朗大球場
元朗大球場（Yuen Long Stadium）是香港新界元朗區的主要足球場，位於元朗區元朗體育路6號，毗鄰元朗公園及元朗大會堂。球場於1969年12月14日啟用，最初由元朗區體育會興建，現由康樂及文化事務署管理，重建前可容納4,932名觀眾。球場因歷史淵源而有「大陂頭」之別稱，此名源自舊元朗球場所在地，即元朗大馬路與山貝河交界的區域，反映該地過去的水利設施及地理特徵。
元朗大球場前身為水邊村的農地，1965年由元朗昌記建設築公司以19.88萬港元承建，1969年落成後成為元朗區首個符合標準的運動場地。場地曾於1983年獲香港賽馬會資助擴建，增設有蓋看台及全天候跑道。2022年8月起，球場展開全面重建工程，預計2026年第二季完工，屆時座位將增至6,000個，並提升至符合亞洲足協國際賽事標準，成為繼香港大球場及旺角大球場後，香港第三個可舉辦亞冠盃等頂級賽事的專用場地。

## 歷史
元朗大球場前身是水邊村村前的農地，及後元朗區體育會決定興建元朗大球場，並得到地區人士支持。1965年招標承建，由元朗昌記建設築公司以19萬8,800港元投得。
元朗大球場於1969年12月啟用，首場比賽由元朗對消防；同日舉行由香港業餘田徑總會主辦，《天天日報》贊助，在香港首次舉行的馬拉松賽跑，元朗大球場作為比賽的起點及終點。
1983年獲英皇御准香港賽馬會捐助300萬港元擴建球場，工程包括一個可容2,000觀眾有蓋看台、一條8線全天候跑道及重鋪球場草坪，全部費用共達1,200萬元。

### 重建計劃
2013年10月，康樂及文化事務署落實重建有45年歷史的元朗大球場，使大球場能符合國際標準，日後可舉辦國際頂級賽事。當局建議將鄰近停車場納入球場範圍，並增座位數目至最少5,000個及加設上蓋，有關工程最快在2015年展開。
2017年3月發表的《施政報告》提及重建元朗大球場已獲納入「體育及康樂設施五年計劃」，康樂及文化事務署向元朗區議會提交文件交代擬建設施詳情，重建後的大球場將提供包括各種符合舉辦國際性足球賽事的附屬設施。重建工程包括重置一個11人天然草地足球場，設泛光燈，重置一條全天候8線400米跑道及田項運動設施。為容納更多觀看國際性足球賽事的觀眾，康文署擬重置西看台，由現時2046個有蓋座位增至4000個有蓋座位，包括250個貴賓席，以及將現有不設上蓋的東看台全部2886個座位及附屬設施進行翻新，東西兩面看台將提供合共約6900個座位，比原擬建設施的總座位數量多約1900個，大球場也將設有多用途會議室、傳媒中心、記者工作區、新聞發布中心、評述員室、電視轉播室等附屬設施。
當局的重建方案中並不打算在東看台加建上蓋，只翻新其2886個座位及附屬設施，在元朗區議會地區設施管理委員會上多名議員不滿方案，一度反對將前期工程諮詢提交立法會民政事務委員會。康文署稱在東看台加建上蓋有技術困難。民政事務局副局長陳積志稱現時部分球場的看台未設上蓋，認為現有方案切實可行。
政府預計2021年就工程諮詢立法會民政事務委員會同工務小組委員會，若獲財委會通過撥款，預計工程於2021年第4季展開。體育專員楊德強表示，概念是希望提升元朗大球場至相當於旺角大球場水平的球場，變了新界西日後也設有一個大型球場，日後可以舉辦一些較為大型的賽事，不但是港超聯，一些亞洲足協賽事日後也可以安排在該場地上演，方便當區居民欣賞高水平賽事。
2022年4月13日，民政事務局向立法會財委會提交文件，表示將申請15.2億元重建元朗大球場，計劃加設上蓋之餘，亦將座位增至6000個。工程預料4年時間完成，屆時可成為繼香港大球場及旺角大球場後，香港第3個可舉辦國際足球賽事的專用場地（小西灣運動場亦可舉行，但因為位置偏僻，鄰近屋苑投訴比賽聲浪而被剔除）。
項目用地位於元朗體育路與公園北路之間，面積約325,070平方呎，並重置1個符合國際足球比賽場地標準的11人天然草地足球場；1條8線400米長的跑道和其他田徑場設施，以達至符合世界田徑總會的標準和規定；重置設有固定上蓋的東西面看台和附屬設施，以容納共約6,000個座位；提供符合亞洲足球協會運動場規章，訂立舉辦亞洲聯賽冠軍盃和亞洲足協盃球賽標準的附屬設施，包括多用途會議室、1間傳媒中心、傳媒工作區、1間記者招待會室、評述員室等。
將重置現有公眾泊車位，並增加新泊車位，以增設公眾停車場，提供合共約104個公眾泊車位，以滿足球場日常運作及在舉辦國際賽事期間的需要。當中包括，4個旅遊巴士泊車位、7個輕型貨車泊車位、78個私家車泊車位和15個電單車泊車位。
元朗大球場於2022年8月15日起暫停開放，以便進行重建工程，原有的球場草坪及看台約在2023年3月完成拆卸，原預計將於2025年7月完工，後延至2026年第二季完工。

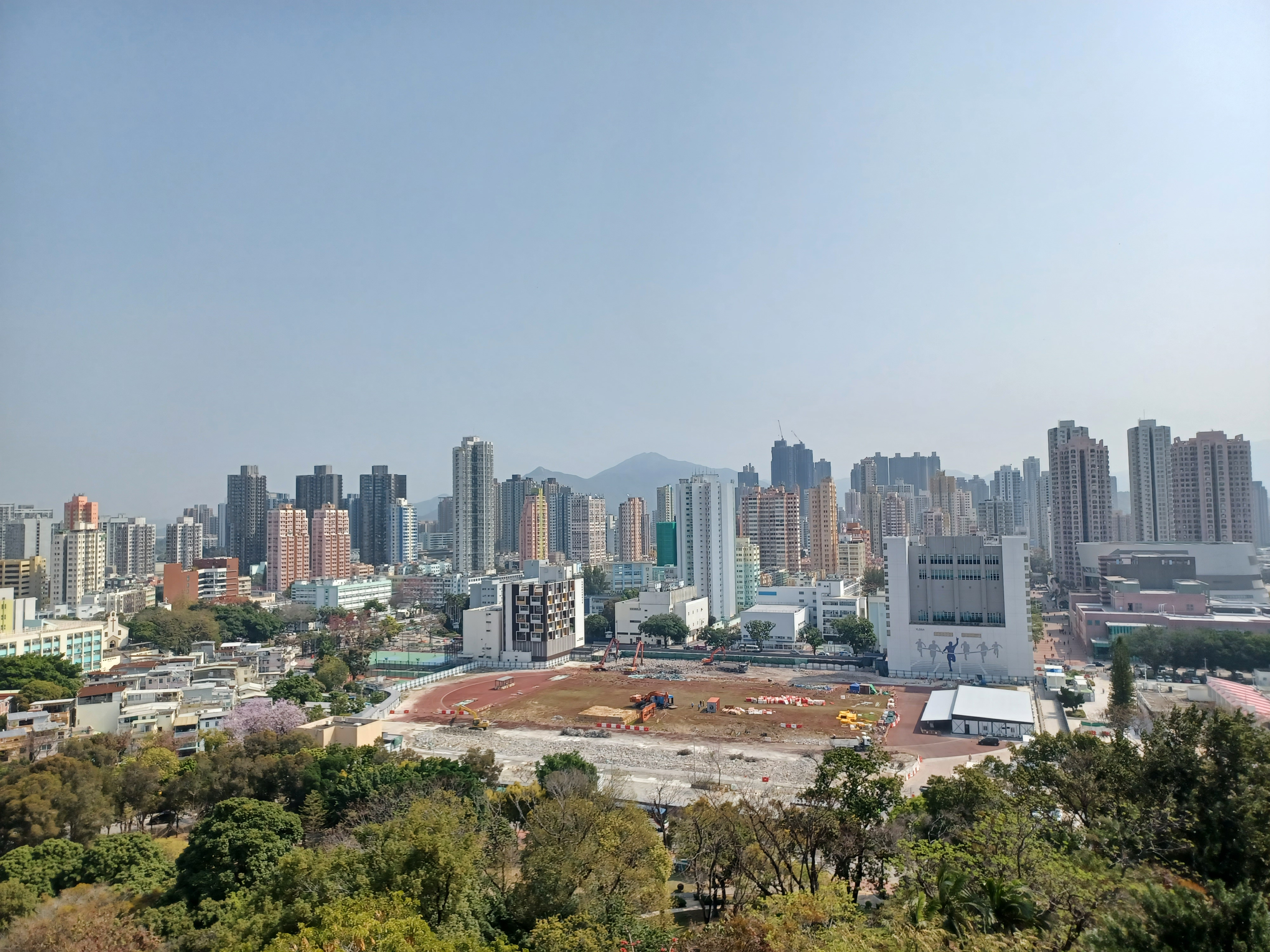
舊看台完成拆卸，2023年2月
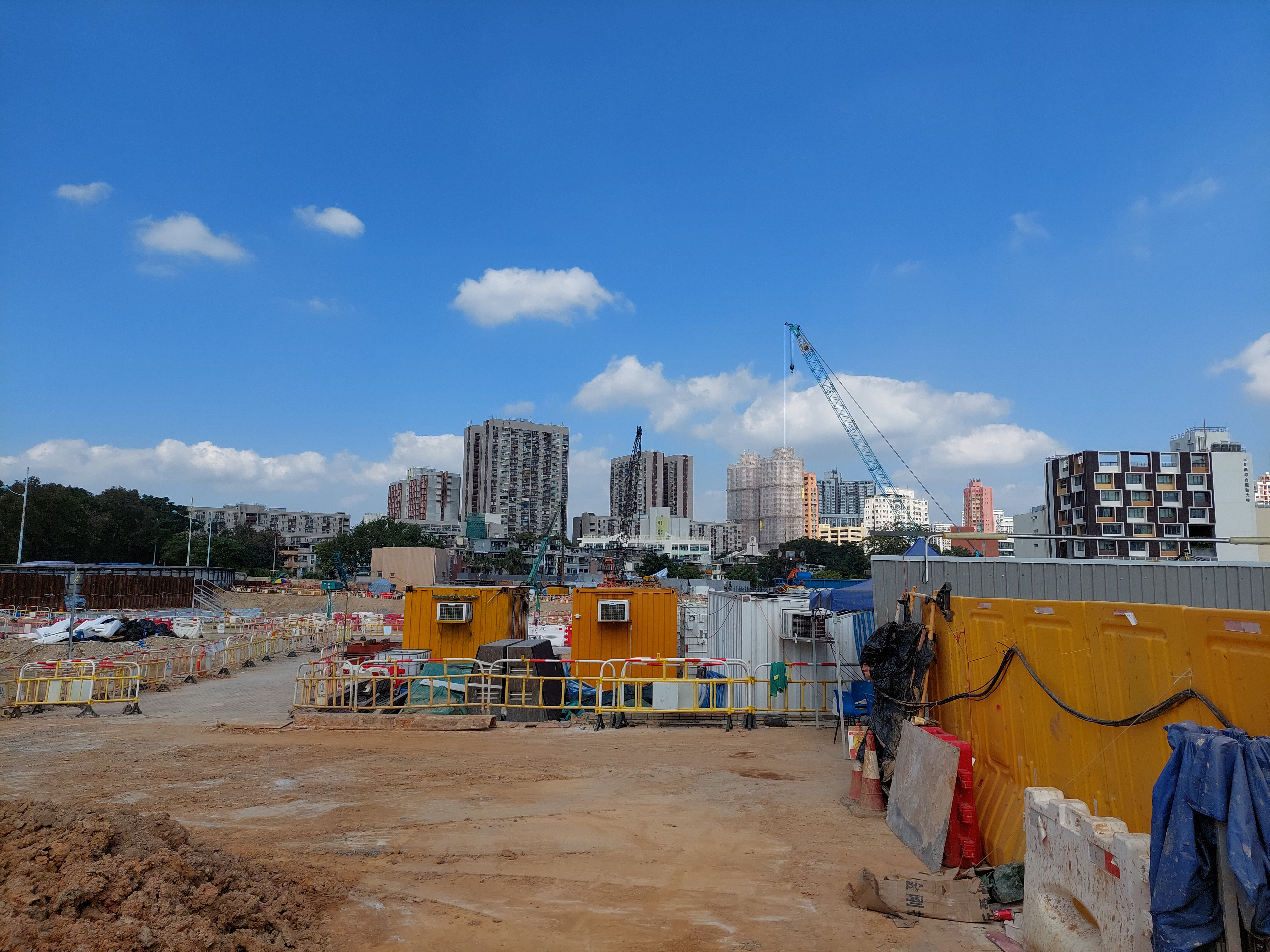
2023年11月
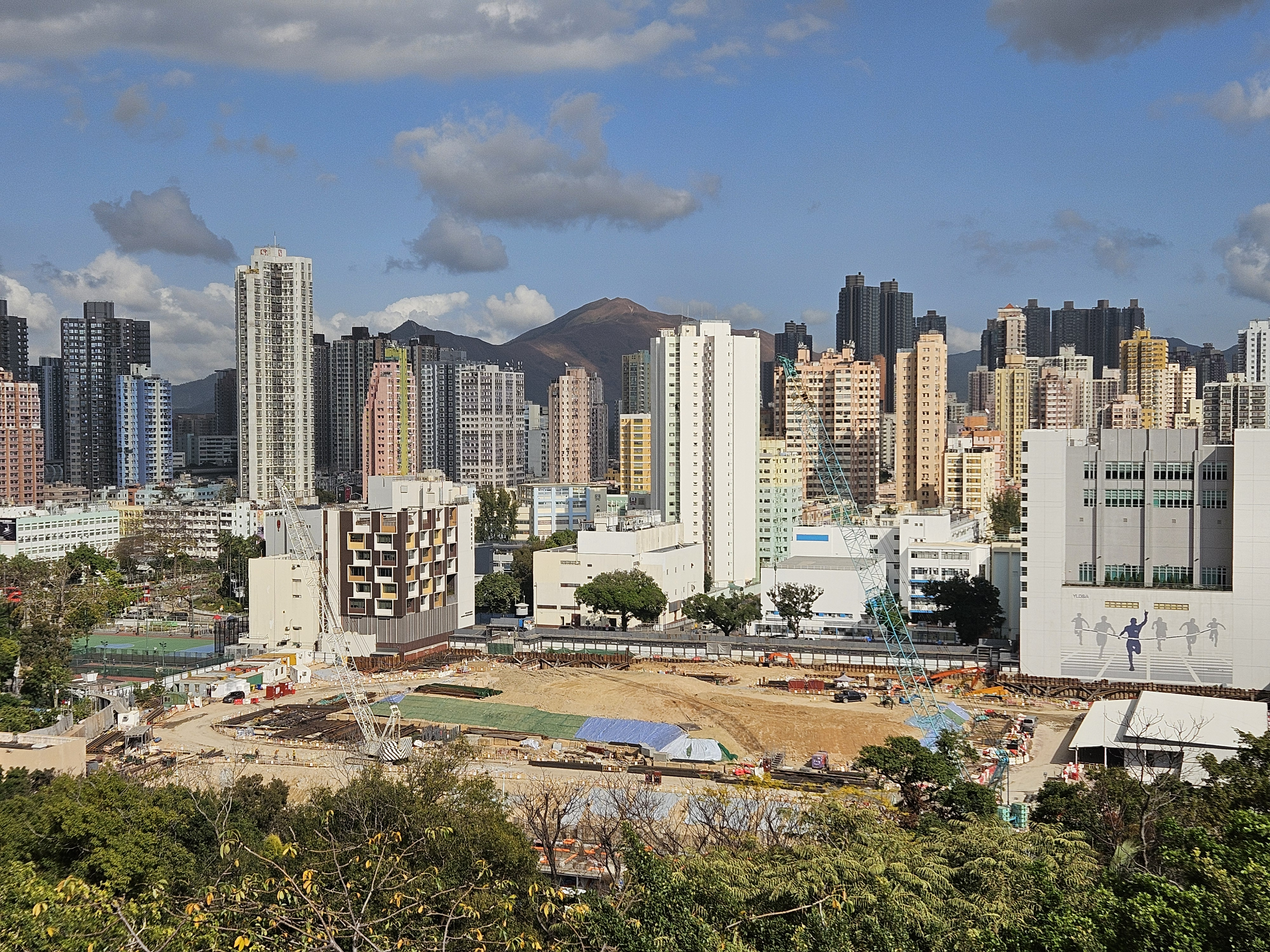
2024年2月
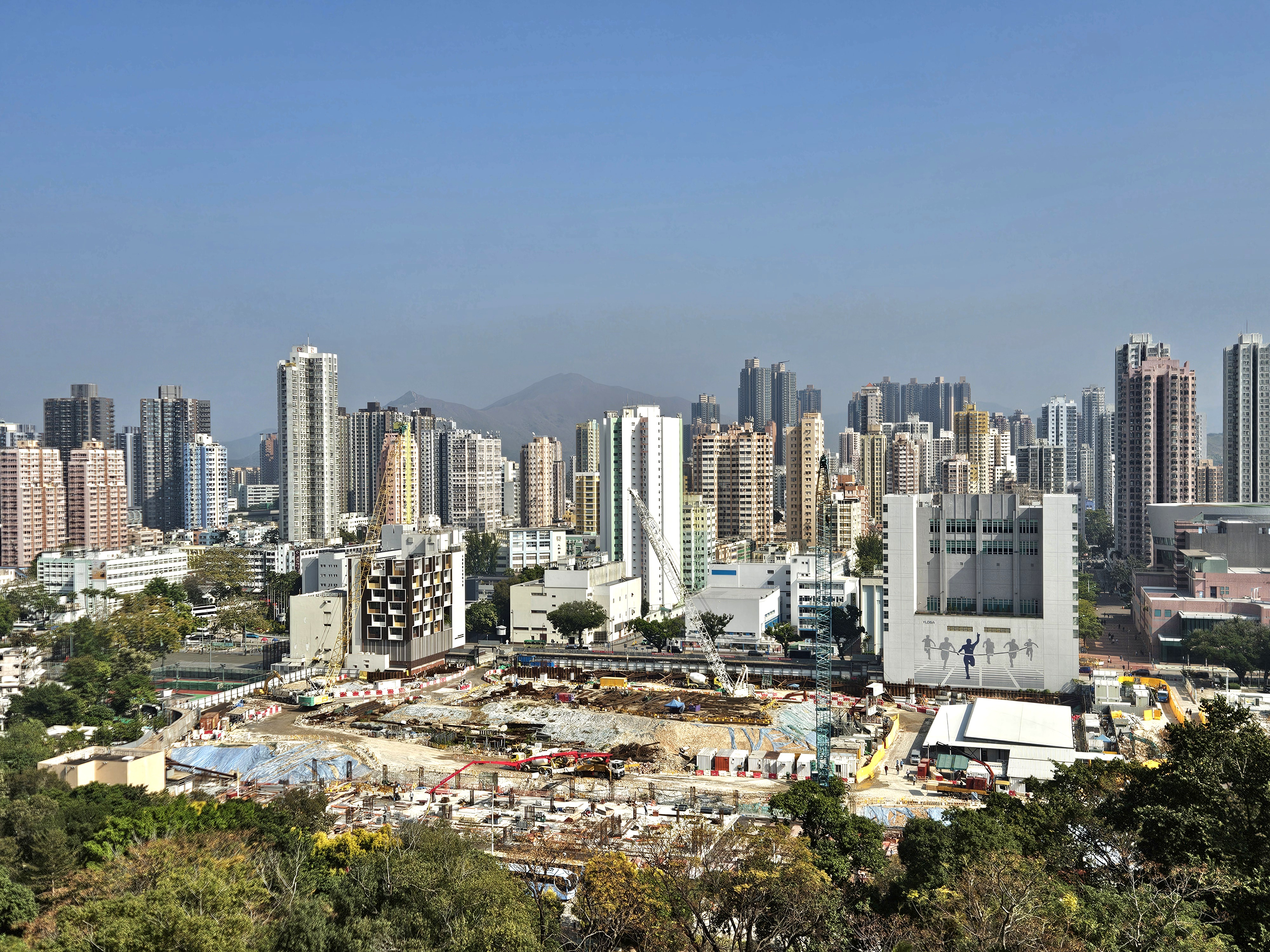
2024年12月

## 活動
足球
1970年代至1980年代，元朗足球隊曾以元朗大球場為主場，舉行香港甲組足球聯賽。現時元朗地區足球隊參與香港乙組足球聯賽及元朗區足球賽，部份賽事亦會安排在元朗大球場舉行。
2008年7月22日，天水圍飛馬向香港足球總會申請，於2008-09球季，以元朗大球場作主場。
2008年9月1日，足總主席梁孔德在其個人網誌上表示，2008年10月5日天水圍飛馬對南華之賽事，已獲客隊南華同意安排在元朗大球場舉行；同日另一場甲組賽事（淦源對公民）亦雙方同意於元朗大球場進行比賽。然而，10月5日當天卻因天雨關係而延期，足總只安排了天水圍飛馬對南華於3天後於元朗大球場進行補賽，事隔二十載後再次有甲組賽事於元朗大球場舉行；但淦源對公民則改於旺角大球場作賽。
2009-2010年度球季，香港足球總會全面試行主客制，天水圍飛馬獲批准繼續使用元朗大球場作為主場球場。
會景巡遊
元朗區慶祝天后寶誕之會景巡遊，由1963年開始每年於農曆3月23日上午起舉行。巡遊於雞地集合出發，途經教育路到元朗大球場匯演，最後到大樹下天后廟酬謝神恩。
萬人盆菜
新界鄉議局在元朗大球場的「萬人盆菜宴」，將盆菜熱潮推向高峰。

## 設施
元朗大球場設有一個草地球場、一條400米長跑道、兩邊看台及計時大鐘。

## 相片

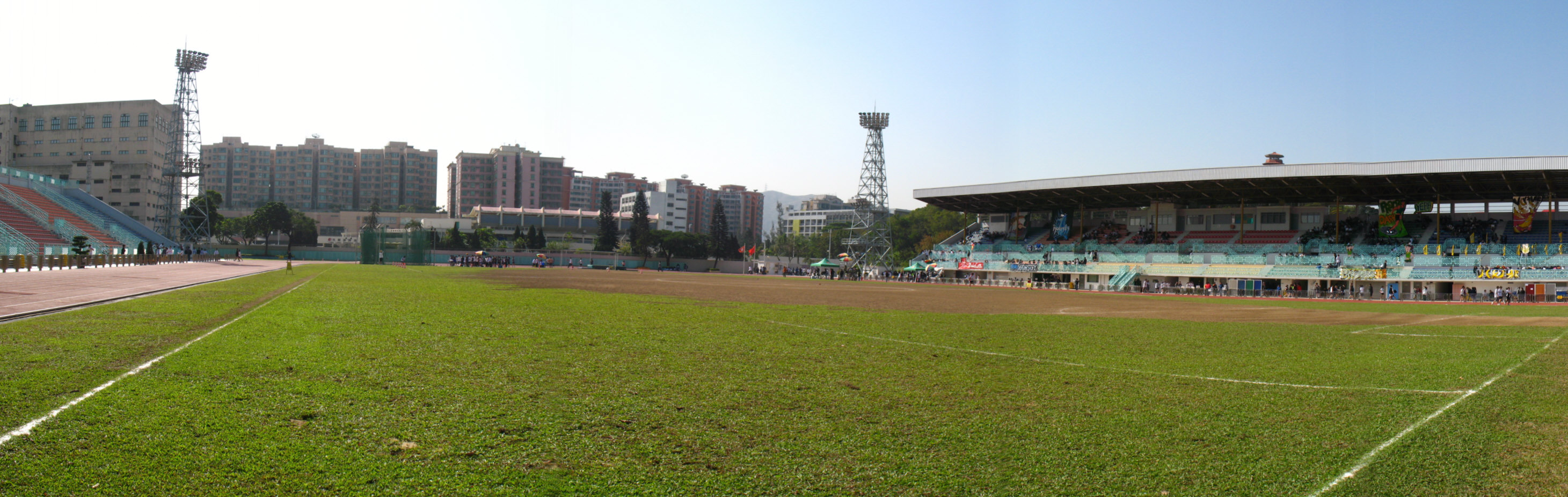
元朗大球場的全景圖

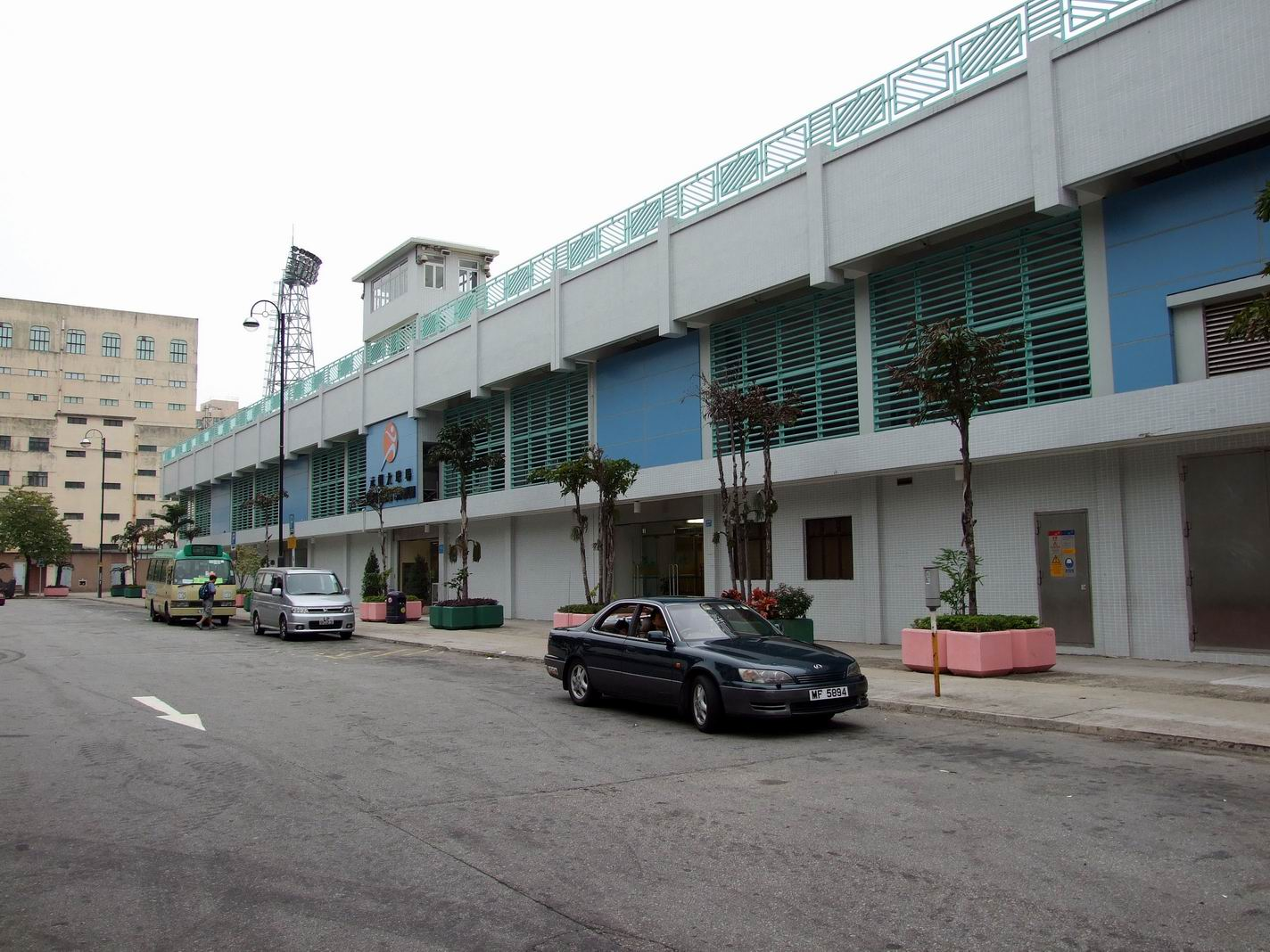
元朗大球場的外觀
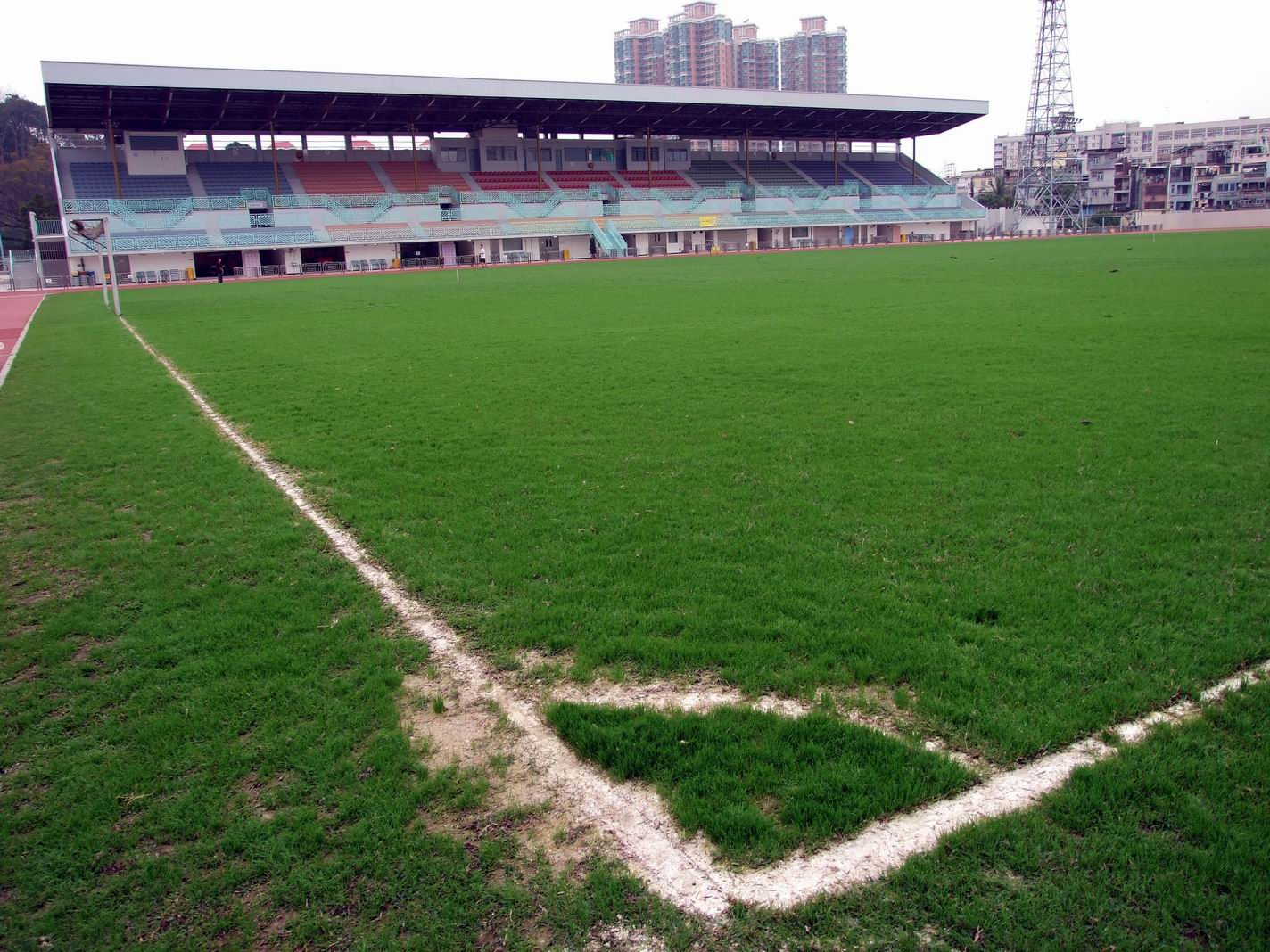
球場草坪及有蓋看台
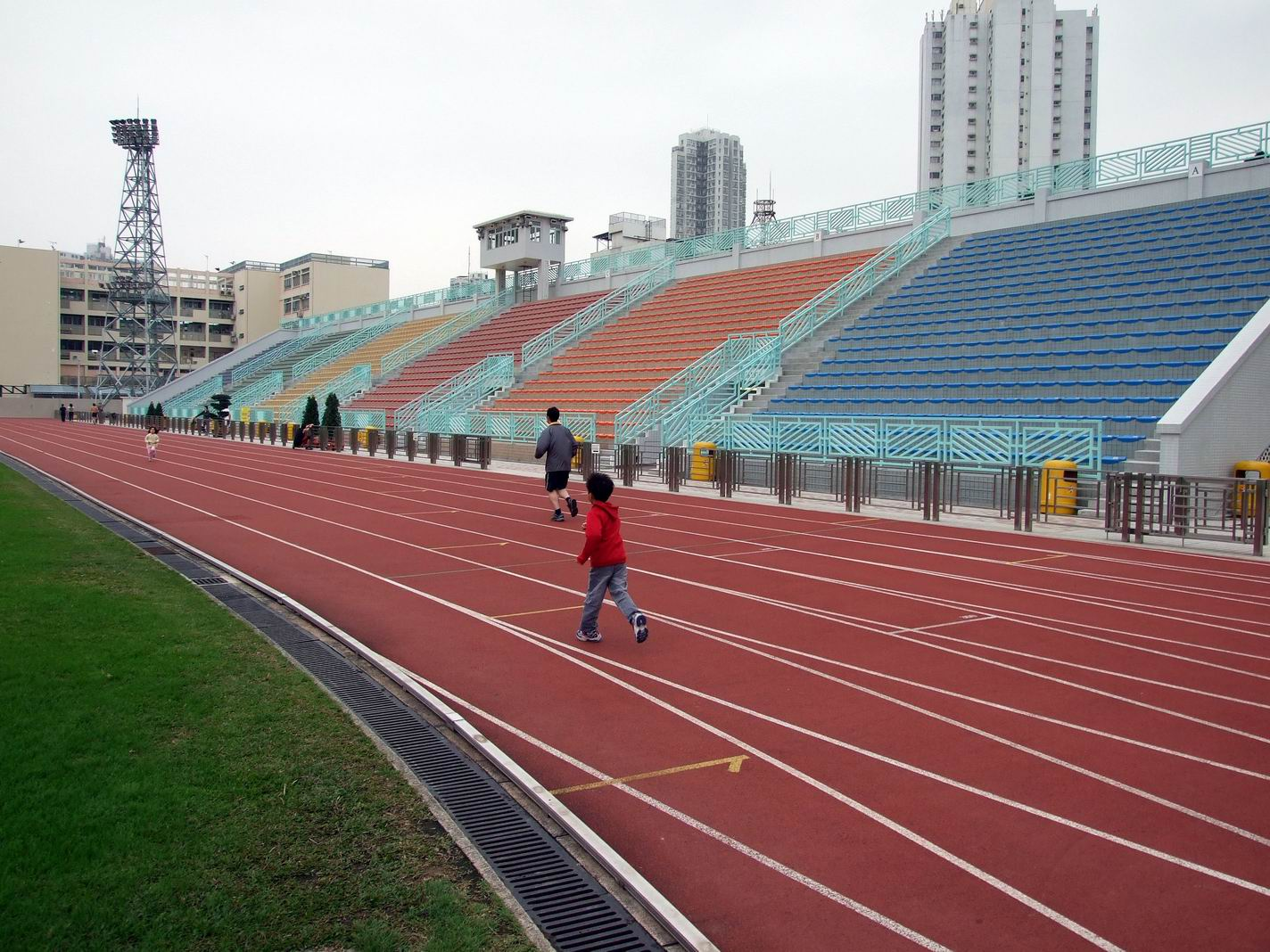
球場跑道及露天看台
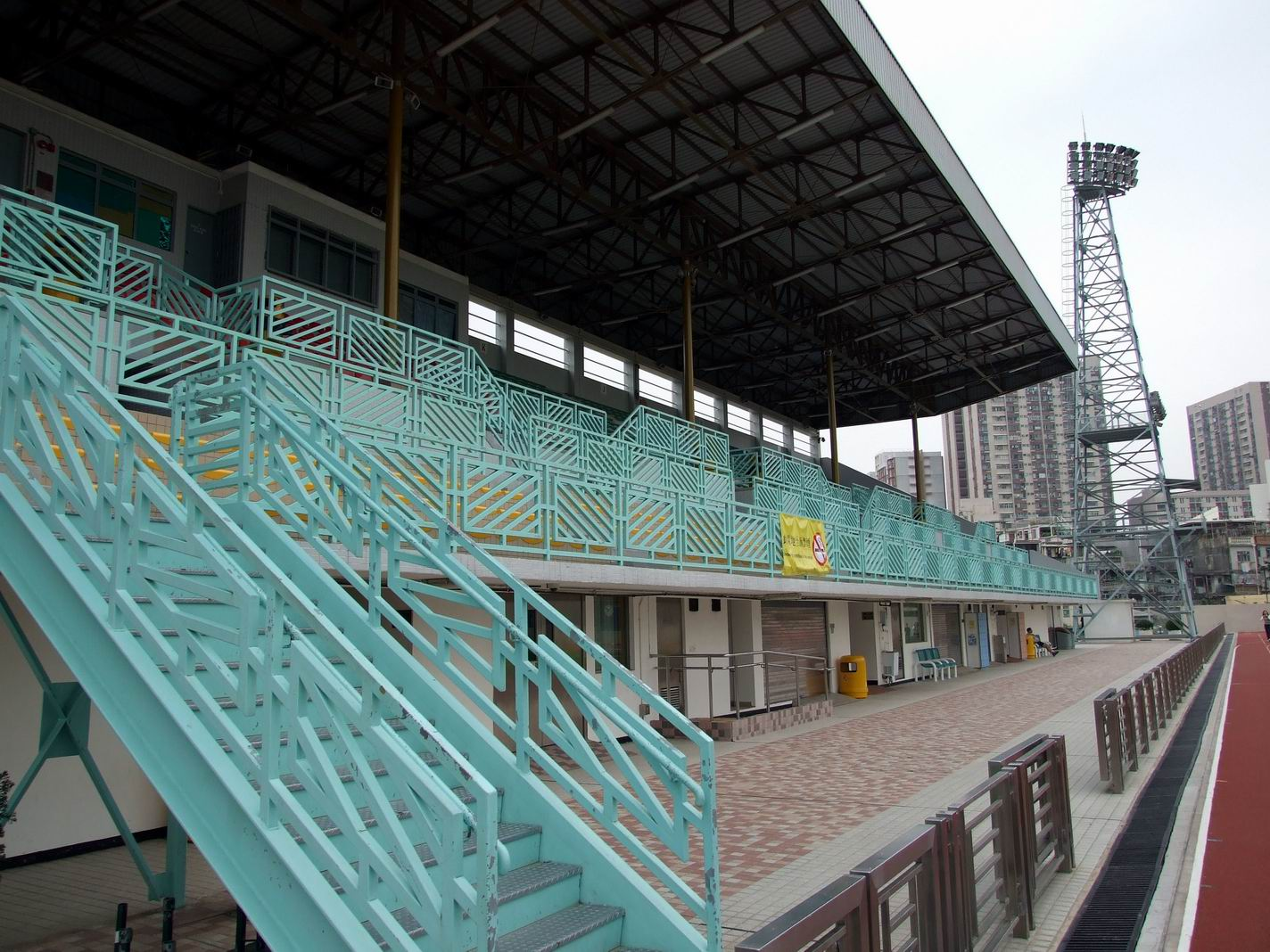
有蓋看台
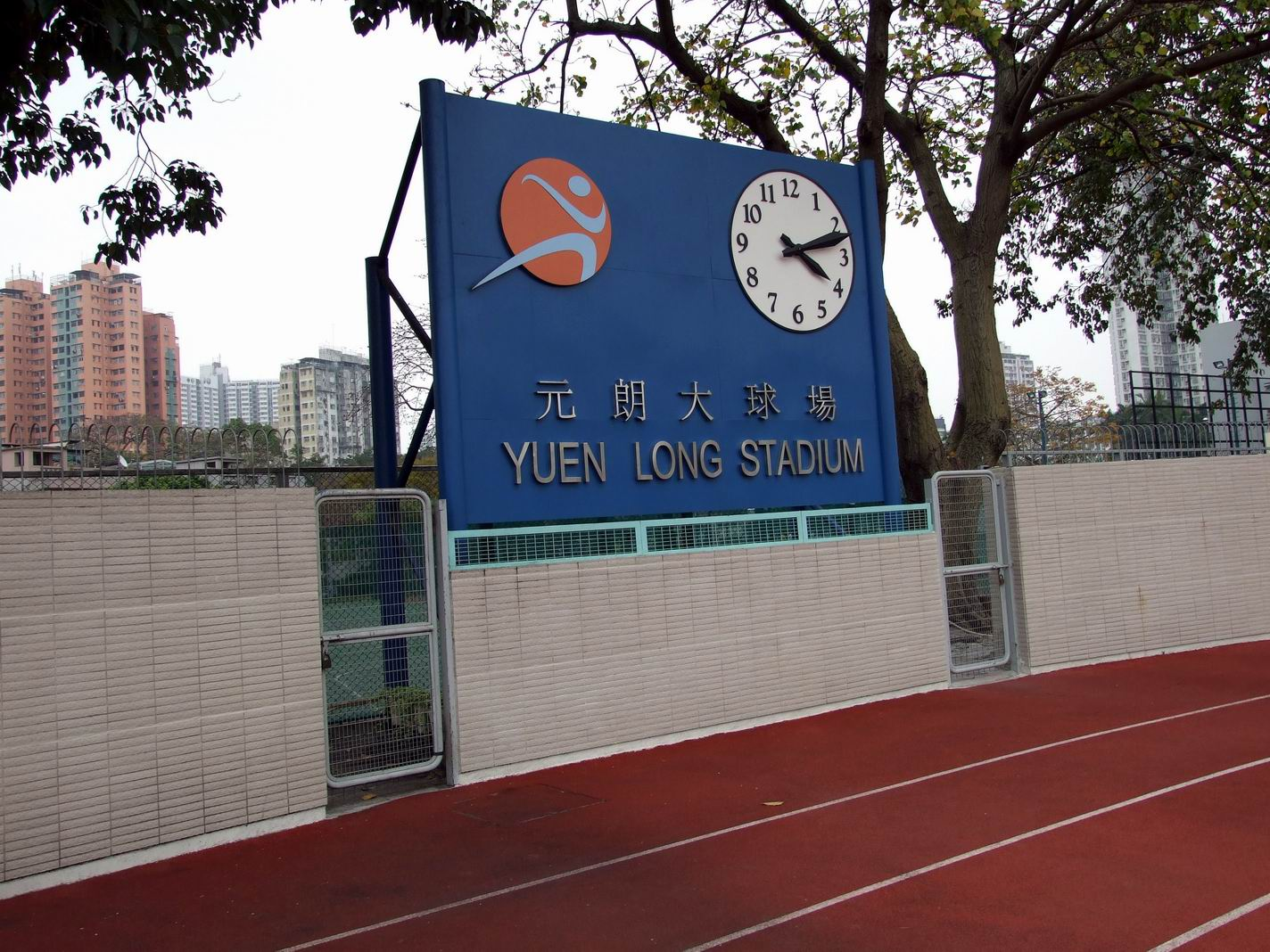
計時大鐘（已拆除）
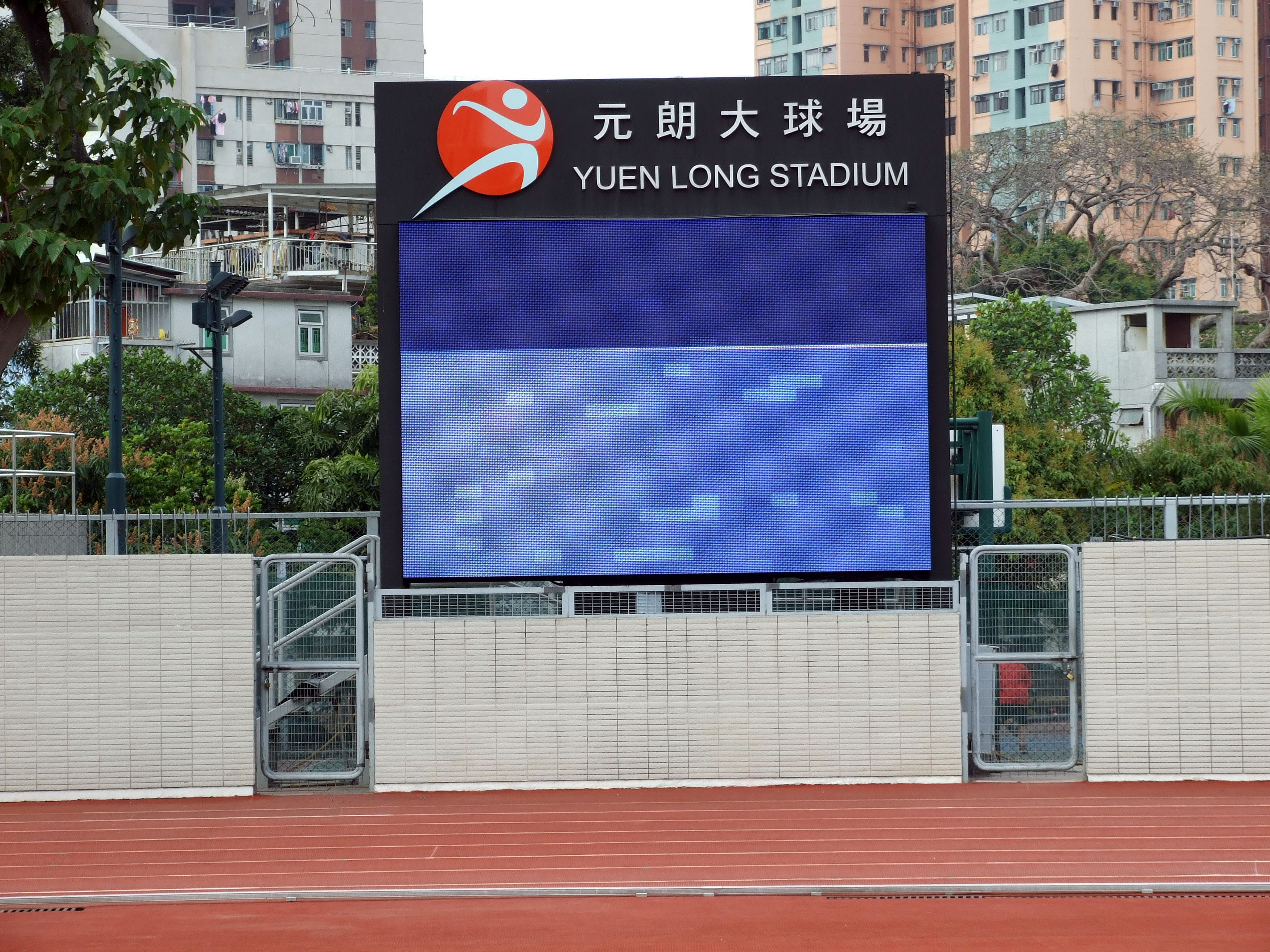
電子顯示屏
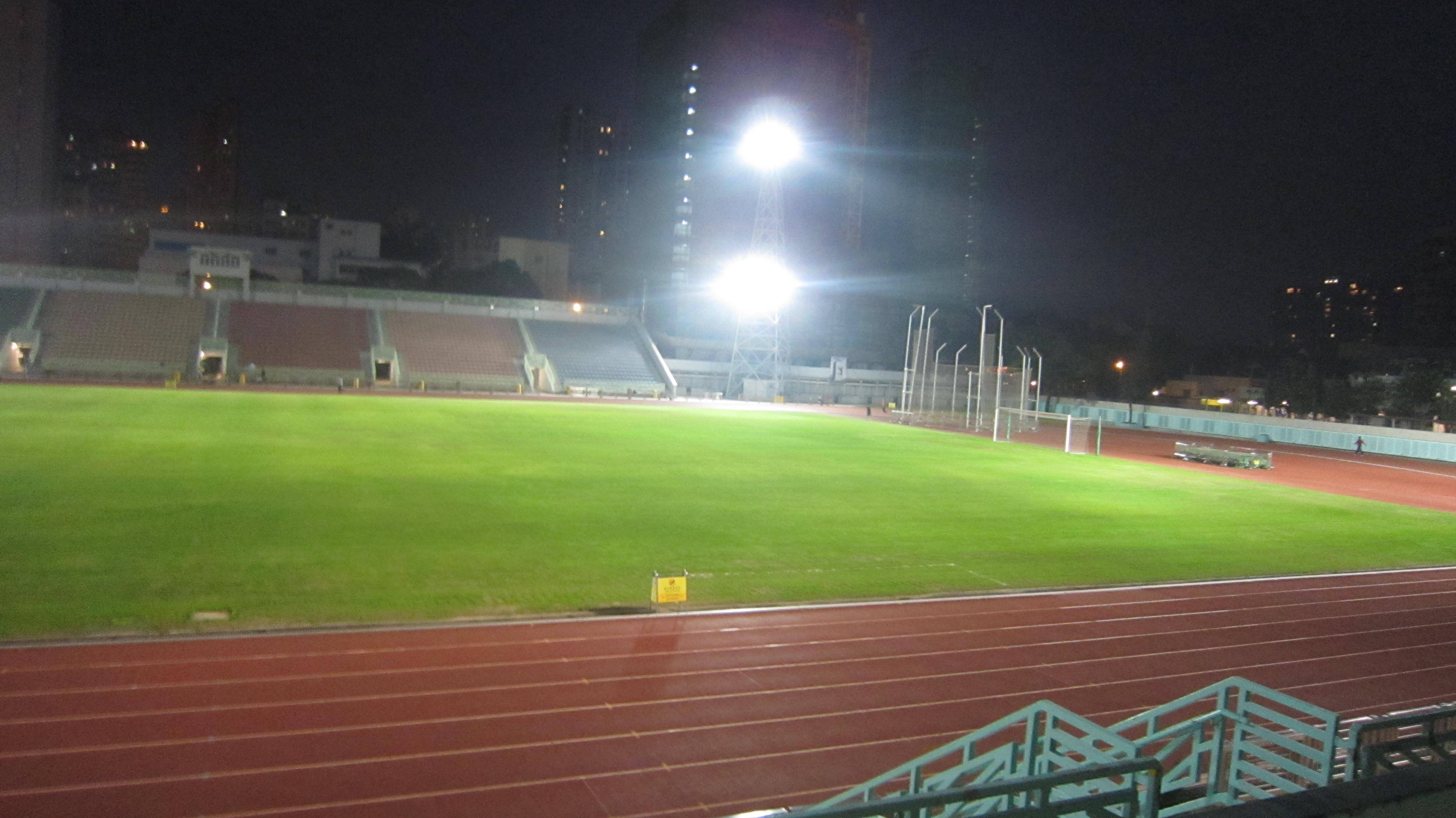
元朗大球場草坪一角

## 流行文化
- 陳百強《喝采》音樂錄影帶